# Virgin Radio FR
Virgin Radio, anciennement Virage Radio, est une station de radio musicale qui émet depuis Lyon et diffuse ses programmes en France depuis le 13 mai 2009 sur les anciennes fréquences allouées à la radio suisse Couleur 3. Virage Radio appartient à Espace Group. Elle est membre des Indés Radios.
Le 29 août 2023, le Journal officiel indique que le service est autorisé à se renommer Virgin Radio à la demande de Espace Group et avec l'accord de l'ARCOM. Le 15 avril 2024, Virage Radio prend le nom Virgin Radio. La station reprend ainsi une marque précédemment portée entre 2008 et 2022 par Europe 2.

## Historique
Succédant à la station de radio suisse Couleur 3 ayant émis jusqu'en 2009 sur la fréquence 89,3 MHz FM à Lyon, Virage Radio, dont le début d'émission était annoncé pour le 1er octobre 2008, naquit finalement le 13 mai 2009 à minuit.
Virage Radio appartient à Espace Group, groupe audiovisuel français.
En août 2023, Espace Group annonce le projet de renommage de la radio en Virgin Radio, après que Europe 2 a abandonné cette dernière marque le 1er janvier 2023. La station devient Virgin Radio le 15 avril 2024 à 16 heures.

## Identité de la station

### Logos

Logo de Virage Radio de 2009 à 2010.
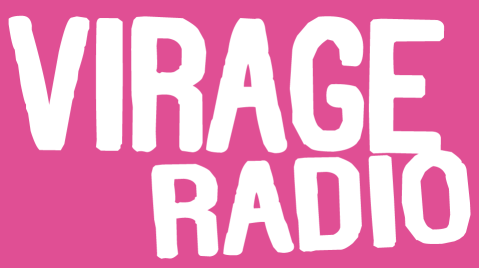
Logo de Virage Radio de 2010 à 2024.
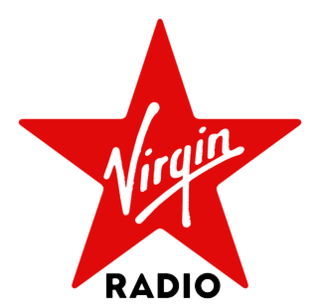
Logo de Virgin Radio depuis 2024.

### Diffusion
Virgin Radio émet depuis les émetteurs suivants:
| Secteur             | Diffusion | Diffuseur      | Adresse d'émission                                |
| ------------------- | --------- | -------------- | ------------------------------------------------- |
| Lyon                | FM        | TDF            | Tour métallique de Fourvière, Lyon 5ème           |
| Grenoble            | FM        | TDF            | Tour sans Venin, Seyssinet-Pariset                |
| Lille               | DAB+      | TDF            | Fort de Mons, Villeneuve-d'Ascq                   |
| Strasbourg          | DAB+      | Creacast       | Place des Halles, 2, avenue d'Alsace, Strasbourg  |
| Colmar              | DAB+      | Digris         | 4, rue Sint-Niklaas, Colmar                       |
| Mulhouse            | DAB+      | Digris         | 6, rue de Thann, Mulhouse                         |
| Chambéry            | FM        | Auto-diffusion | Les Tonys, Saint-Sulpice                          |
| Chamonix-Mont-Blanc | FM        | Auto-diffusion | Chemin de Bellevarde Tête à l'Oignon, Les Houches |

Elle émet à Villefranche-sur-Saône sur 89.4 (assignation de programme avec Lyon), ainsi que dans le Nord, l'Alsace et la région lyonnaise en RNT[Quand ?].